# Kombinerad malon- och metylmalonsyrauri
Kombinerad malon- och metylmalonsyrauri (CMAMMA), även kallad kombinerad malon- och metylmalonsyraemi, är en ärftlig metabol sjukdom som kännetecknas av förhöjda nivåer av malonsyra och metylmalonsyra. Vissa forskare har ställt hypoteser om att CMAMMA kan vara en av de vanligaste formerna av metylmalonsyrauri och möjligen ett av de vanligaste medfödda metaboliska felen. På grund av att den är sällan diagnostiserad går den oftast oupptäckt.

## Symtom och tecken
De kliniska fenotyperna av CMAMMA är mycket heterogena och sträcker sig från asymtomatiska, milda till allvarliga symtom. Den underliggande patofysiologin är ännu inte klarlagd. Följande symtom har rapporterats i litteraturen: 
- metabolisk acidos [7] [5] [8]
- koma [2] [6]
- hypoglykemi [2] [7] [6]
- anfall [2] [7] [5] [8]
- gastrointestinala sjukdomar [5] [8]
- utvecklingsfördröjning [2] [5] [8]
- talfördröjning [1] [2] [4]
- misslyckande att trivas [2]
- psykiatrisk sjukdom [2]
- minnesproblem [2]
- kognitiv försämring [2]
- encefalopati [4]
- kardiomyopati [7] [5] [8]
- dysmorfa egenskaper [5] [8]

När de första symtomen uppträder i barndomen är det mer sannolikt att de är intermediära metaboliska störningar, medan de hos vuxna vanligtvis är neurologiska symtom.

## Orsaker
CMAMMA kan delas upp i två separata ärftliga sjukdomar: den ena är en brist på det mitokondriella enzymet acyl-CoA-syntetas-familjemedlem 3, kodas av ACSF3 -genen (OMIM#614265); och den andra är en brist på malonyl-CoA-dekarboxylas, som kodas av MLYCD-genen (OMIM#248360).

## Diagnos
På grund av ett brett spektrum av kliniska symtom och att CMAMMA till stor del glider igenom screeningprogrammen för nyfödda tros CMAMMA vara ett underkänt tillstånd.

### Program för screening av nyfödda
Eftersom CMAMMA på grund av ACSF3 inte resulterar i ackumulering av metylmalonyl-CoA, malonyl-CoA eller propionyl-CoA, och inga avvikelser ses i acylkarnitinprofilen, upptäcks CMAMMA inte av standardiserade blodbaserade screeningprogram för nyfödda.
Ett specialfall är provinsen Quebec, som förutom blodprov även screenar urin på den 21:a dagen efter födseln med Quebec Neonatal Blood and Urine Screening Program. Detta gör Quebec-provinsen intressant för CMAMMA-forskningen, eftersom den representerar den enda patientkohort i världen utan selektionsbias.

### Förhållandet mellan malonsyra och metylmalonsyra
Genom att beräkna kvoten malonsyra/metylmalonsyra i plasma kan en CMAMMA tydligt särskiljas från en klassisk metylmalonsyrauri. Detta gäller både för de som reagerar på vitamin B12 och de som inte reagerar på metylmalonsyra. Användning av malonsyrevärden och metylmalonsyrevärden från urin är inte lämplig för att beräkna detta förhållande.
Vid CMAMMA på grund av ACSF3 överstiger nivån av metylamonsyra den av malonsyra. Däremot gäller det omvända för CMAMMA på grund av malonyl-CoA-dekarboxylasbrist.

### Genetisk testning
CMAMMA kan diagnostiseras genom analys av generna ACSF3 och MLYCD. Utökad bärarscreening i samband med fertilitetsbehandling kan också identifiera bärare av mutationer i ACSF3-genen.